# Kim Jung-sook
Kim Jung-sook (en hangeul 김정숙), née le 15 novembre 1954 à Séoul, est une chanteuse classique sud-coréenne, ainsi que l'épouse du président sud-coréen Moon Jae-in. Elle se démarque de ses prédécesseurs en étant moins effacée et discrète que ces dernières, prenant position aux côtés de son mari. Elle est également la première femme de chef d'État sud-coréen à rencontrer son homologue nord-coréenne, Ri Sol-ju.

## Biographie

### Jeunesse
Née le 15 novembre 1954 à Séoul, elle effectue son enseignement secondaire au lycée pour jeunes filles Sookmyung (en), l'un des plus prestigieux du pays. Elle poursuit ses études à l'université Kyung Hee, où elle obtient un baccalauréat universitaire ès lettres en chant classique en 1978. À sa sortie de l'université, elle rejoint la chorale de la ville de Séoul, dans laquelle elle participe jusqu'en 1982,. C'est également une violoniste reconnue.
Elle rencontre son mari, le futur président Moon Jae-in durant ses années universitaires, ce dernier effectuant ses études de droit à l'université de Kyung Hee également. Ils se rencontrent par l'intermédiaire d'un ami commun, et leur relation commence en 1975, après que Moon Jae-in se soit fait cibler par des gaz lacrymogènes lors d'une protestation contre le régime autoritaire de Park Chung-hee. Son père désapprouve cette relation, voyant d'un mauvais œil ce fils de réfugiés pauvres nord-coréens. Cette relation est alors principalement constituée de visites de Kim Jung-sook à Moon Jae-in pendant que celui ci est en prison, à son service militaire, ou en train de préparer son examen du barreau. En 1981, après sept années de relations, elle fait alors sa demande en mariage à Moon Jae-in,, un acte extrêmement rare dans la Corée du Sud du début des années 1980. 
Après le mariage, elle abandonne son rêve de devenir pianiste pour élever ses enfants.  

### Avant d'être Première dame
Kim Jung-sook aide son mari durant les différentes élections auxquelles il prend part. En 2012, pour l'élection présidentielle qu'il perd au profit de Park Geun-hye, elle met en place et gère les réseaux sociaux de son mari. Elle l'accompage également durant ses voyages à travers le pays et effectue la campagne à ses côtés. Durant la campagne présidentielle de 2017, elle contribue à améliorer l'image de son mari, jugé fade et discret. Cela le fait passer pour un homme plus chaleureux, en opposition à son prédécesseur Park Geun-hye, jugée froide et calculatrice. Elle effectue également des voyages hebdomadaires dans plusieurs provinces du pays, comme le Jeolla du Sud, où la base électorale de son mari est faible, afin de mieux comprendre les préoccupations des habitants,. Grâce à son tempérament décontractée et amical, elle est surnommée « La Dame enjouée » par les habitants, qui l'apprécient.   

### Première dame de Corée du Sud

#### Engagements et politique intérieure
Elle devient officiellement première dame de Corée du Sud le 10 mai 2017, lors de l'inauguration de son mari. Elle porte à cette occasion une robe à fleurs plutôt que l'habit traditionnel coréen hanbok, une première pour une femme de chef d'état sud-coréen,. Une fois son mari élu, elle déclare vouloir rester elle-même et rester à l'écoute du peuple. Elle indique également vouloir se battre pour l'égalité entre les hommes et les femmes, ainsi que la lutte contre les discriminations et les violences faites aux femmes. Les sujets du vieillissement de la société, des familles monoparentales et des soins à l'enfant font partie de ses préoccupations principales. Elle désire également mettre la famille en avant, dans une Corée du Sud au taux de natalité le plus faible au monde, en soutenant notamment des mesures favorisant la vie de famille des travailleurs,. Elle espère également rester simple et pouvoir continuer à faire ses courses au marché comme tous les Coréens. Elle indique notamment que voyager à travers le pays pour deux campagnes présidentielles lui fait garder les inquiétudes de ses concitoyens à cœur. 
En accord avec son engagement pour l'enfance, elle fait visiter tous les ans la Maison-Bleue lors du Jour des enfants en Corée. Lors de la pandémie de Covid-19 en mai 2020, cet évènement ayant été annulé, elle organise cette visite de manière virtuelle, sur le jeu vidéo Minecraft. Elle effectue également un discours à l'UNICEF en 2019, visant à sensibiliser sur les enfants souffrant de maladies du développement et leur inclusion dans la société.   
Elle est également nommée présidente d'honneur de l'International Vaccine Institute, basé à Séoul. Durant la pandémie de Covid-19, elle effectue plusieurs visites dans des marchés pour échanger avec les vendeurs des conséquences de l'épidémie sur leurs commerces.  
Elle participe également à plusieurs inaugurations d'évènements culturels en Corée du Sud, comme le festival du kimchi, le plat traditionnel coréen, et organise plusieurs visites de la Maison-Bleue.

#### Politique internationale

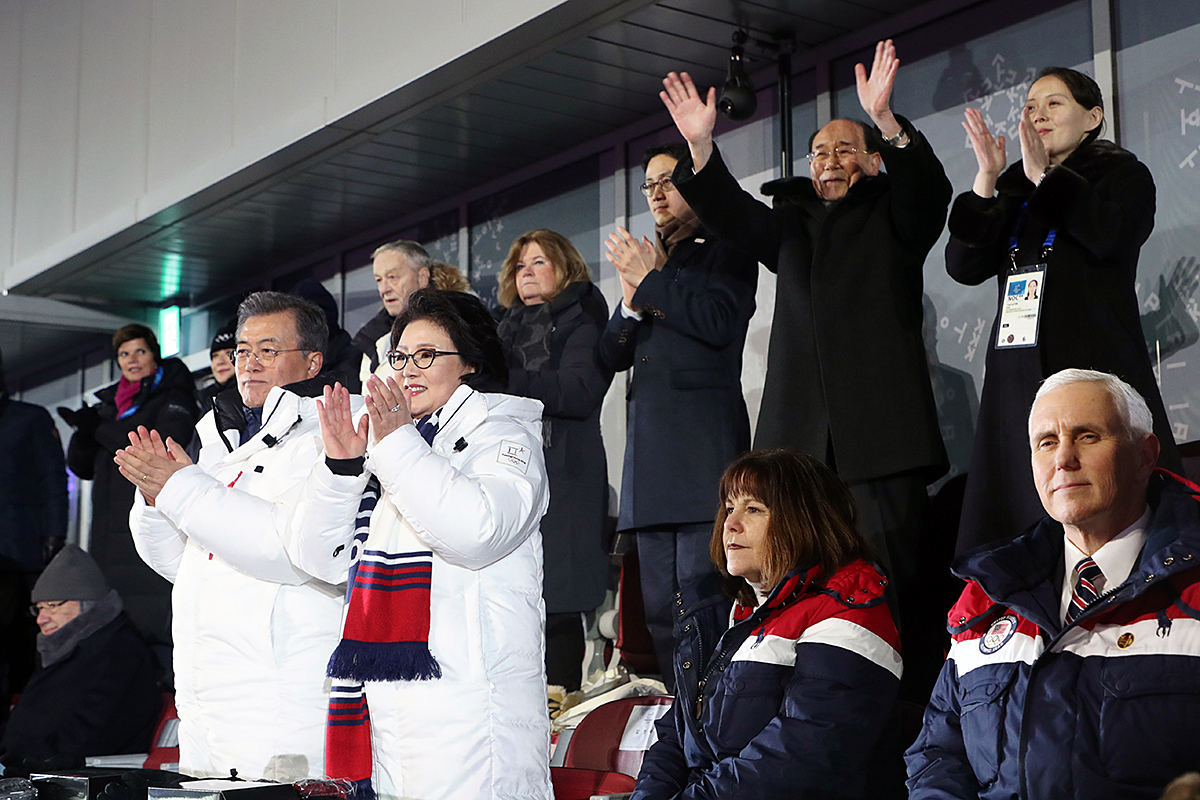
Moon Jae-in et Kim Jung-sook lors de la cérémonie d'ouverture des jeux olympiques d'hiver de 2018 se déroulant à PyeongChang. La délégation nord-coréenne est visible en arrière plan, avec Kim Yo-jong, la sœur de Kim Jong-un, et Kim Yong-nam. Mike Pence, vice président des États-Unis, et sa femme Karen sont également visibles au premier plan.

Elle accompagne régulièrement son mari lors de visites officielles, comme en France en 2018, où le couple présidentiel sud-coréen a été reçu par Emmanuel et Brigitte Macron, en Tchéquie la même année, ou aux États-Unis en 2019, où elle est reçue avec son mari à la Maison-Blanche par Donald et Melania Trump. Elle participe également à la promotion des jeux olympiques d'hiver de 2018, qui se déroulent en Corée du Sud. Elle cherche également à favoriser les échanges étudiants entre les universités coréennes et les universités des autres pays membres de l'ASEAN. Lors des visites officielles, elle échange régulièrement avec d'autres premières dames, comme Brigitte Macron, sur des sujets lui tenant à cœur, comme les difficultés éprouvée par les femmes dans le milieu professionnel.  
Inversement, elle accueille également les dirigeants étrangers en visite en Corée du Sud, à l'instar du couple Trump en 2017,.   
Amatrice de cuisine, elle prépare généralement les repas servis aux officiels,. Lors des déplacements officiels, il lui arrive d'apporter de la nourriture traditionnelle de Corée et de la cuisiner pour les ressortissants coréens du pays,. Elle offre régulièrement des cadeaux aux dirigeants des autres pays en signe d'amitié, comme lors de son voyage à New York en 2021, où elle offre plusieurs pièces d'art contemporain coréen à la ville.  
Kim Jung-sook fait également des voyages seule à l'international, comme en Inde en 2018. Elle y rencontre notamment le premier ministre indien Narendra Modi, et assiste à une cérémonie honorant Heo Hwang-ok, une impératrice coréenne née en Inde. Elle s'affaire également à renforcer les relations culturelles entre les deux pays. Il s'agit de la première fois en 16 ans qu'une première dame part en voyage officiel sans son mari. Elle réaffirme son attachement aux relations indo-coréennes lors de sa participation à la cérémonie célébrant les 150 ans de la naissance de Gandhi, en octobre 2020. Elle fait également preuve de diplomatie dans d'autres situations, comme lors de son entrevue avec Akie Abe, femme du premier ministre japonais Shinzō Abe, alors que leurs maris respectifs refusaient de se voir,,.   
Durant la pandémie de Covid-19, elle s'implique également dans la coopération entre les pays pour ralentir l'avancée de la maladie, notamment avec la Belgique.  

#### Implications dans les relations intercoréennes

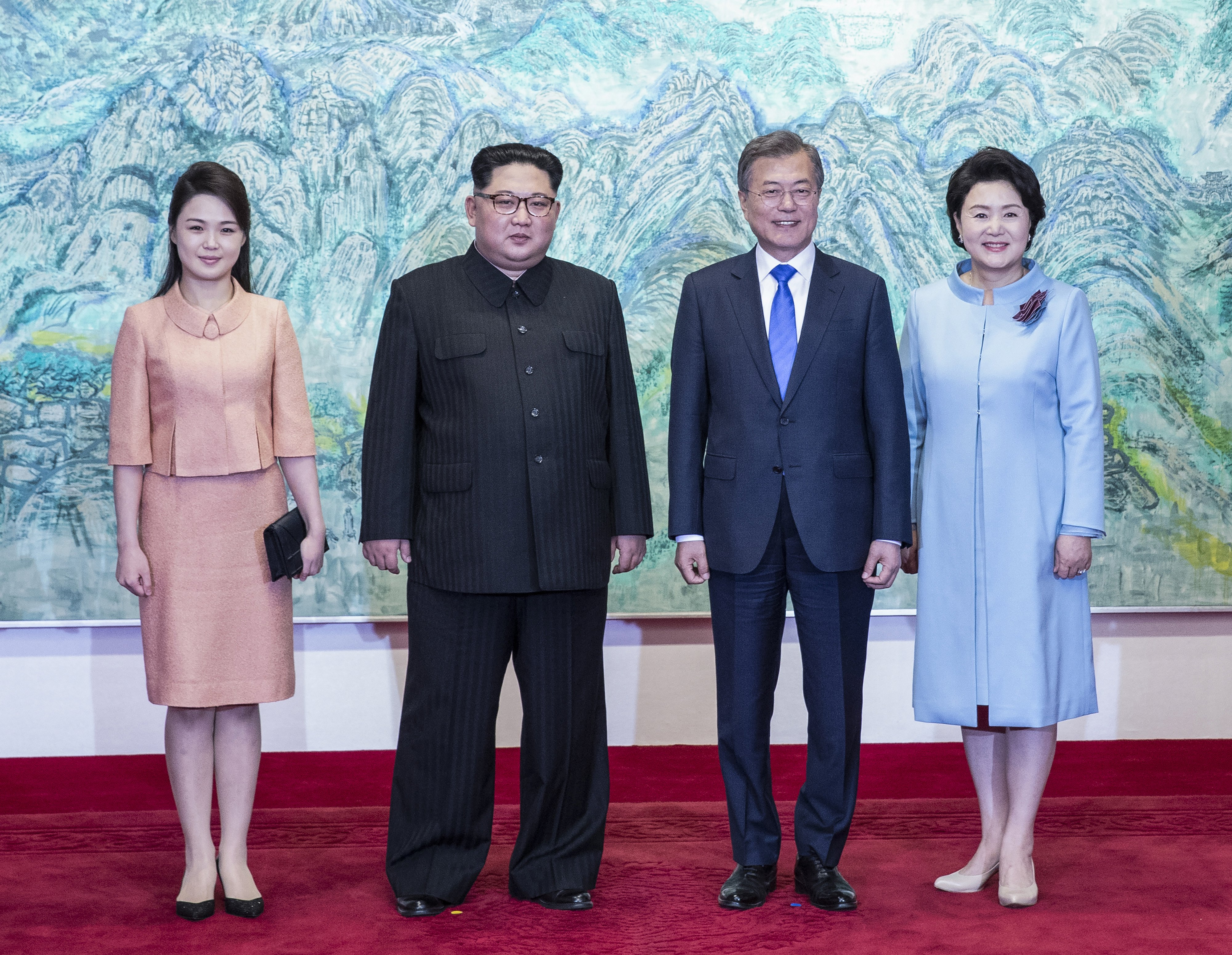
Ri Sol-ju, Kim Jong-un, Moon Jae-in et Kim Jung-sook au sommet inter-coréen d'avril 2018.

Elle joue également un rôle dans les relations de paix entre la Corée du Sud et la Corée du Nord, notamment lors des sommets intercoréens d'avril et de septembre 2018. C'est en effet la première fois que les premières dames des deux pays se rencontrent, en avril 2018,. À l'issue de cette rencontre, Ri Sol-ju, l'épouse du leader nord coréen Kim Jong-un et Kim Jung-sook ont été décrits par la presse comme « s'étant parfaitement entendu », riant ensemble et se tenant même la main. 
Lors du troisième sommet intercoréen, elle visite Pyongyang avec Ri Sol-ju, notamment un hôpital et un conservatoire,. Elles évoquent notamment l'équipe coréenne unifiée de hockey féminin, créée pour les jeux olympiques d'hiver de 2018, dans l'optique d'améliorer les relations entre les deux Corées. Les deux premières dames ayant des carrières liées à l'industrie musicale (Ri Sol-ju étant également chanteuse avant de se marier à Kim Jong-un), ces dernières se sont également largement entretenues sur la musique, et l'impact que cette dernière pourrait avoir sur la réconciliation des deux pays. Lors de cette visite, les deux premières dames ont notamment assisté à un concert ensemble,.    
Elle s'implique également dans l'organisation des jeux paralympiques d'hiver de 2018 de Pyeongchang, premiers jeux à proposer une équipe coréenne unifiée, ainsi que les premiers jeux paralympiques à laquelle la Corée du Nord participe. Elle visite ainsi tous les jours les lieux des jeux, en amenant avec elle des stars de K-pop pour attirer l'attention et le plus de gens possible,.    

## Vie personnelle

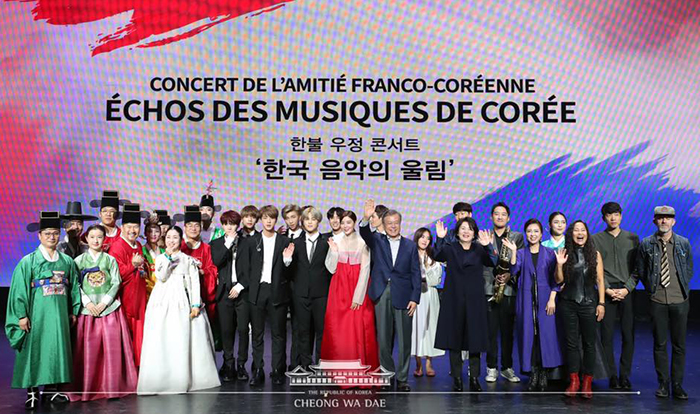
Kim Jung-sook, Moon Jae-in et le groupe de K-pop BTS au concert de l'amitié franco-coréen à Paris en octobre 2018.

Le couple a eu deux enfants, un garçon née en 1982, Moon Jun-Yong, qui étudie le design et une fille née en 1983, Moon Da-hye, femme au foyer. Moon Jae-in et Kim Jung-sook sont également grands-parents de deux petit-fils. Elle vit à la Maison-Bleue avec son mari, et plusieurs animaux de compagnie, un chat, et plusieurs chiens, la plupart adoptés depuis des refuges pour animaux. Depuis le sommet inter-coréen de septembre 2018, deux chiens Pungsans, la race officielle de chien de Corée du Nord, habitent également avec le couple Moon, ces chiens leur ayant été offert par Kim Jong-un en symbole de paix.  
Tout comme son mari, Kim Jung-sook est catholique,.  
Ses interactions avec son mari donne une image de couple normal, qui lui confère une image attachante. Son tempérament diffère des autres premières dames, avec un caractère plus enjoué et amical, mais également car elle n'hésite pas à dire ce qu'elle pense, ce qui contraste avec les anciennes premières dames sud-coréennes, plus effacées et en retrait. Contrairement à ces dernières, silencieuses et timides, elle n'hésite également pas à se faire l'ambassadrice de la K-pop,, en dansant sur la musique de Gangnam Style,,, ou en accompagnant le groupe BTS lors du discours prononcé par ses membres aux Nations unies,. Elle les accompagne de nouveau en 2021, avec son mari, pour un nouveau discours aux Nations unies mettant en avant les initiatives de la jeunesse mondiale,,. Ce n'est d'ailleurs pas la première fois qu'elle rencontre le groupe sud-coréen, qu'elle a déjà rencontrée lors du concert de l'amitié franco-coréen à Paris en 2018, célébrant les 130 années de relations diplomatiques entre la France et la Corée du Sud,. Elle déclare par ailleurs que BTS est son groupe de musique préféré. Elle distribue également des CD de groupe de K-pop dédicacés lors de ses voyages,.     
Elle promeut également la culture coréenne à l'international, portant régulièrement des hanboks, tenue traditionnelle coréenne, participant à des défilés de modes mettant en avant la couture coréenne, la K-Beauty (en), ou encourageant à voir des films coréens.     
Sa mère souffre de démence.     
Lors de son voyage en Scandinavie, elle obtient plusieurs récompenses, comme la grand-croix de l'ordre royal norvégien du Mérite ou la grand-croix de l'ordre royal de l'Étoile polaire suédois,.     

## Distinctions
Grand-croix de l'ordre royal norvégien du Mérite

## Galerie

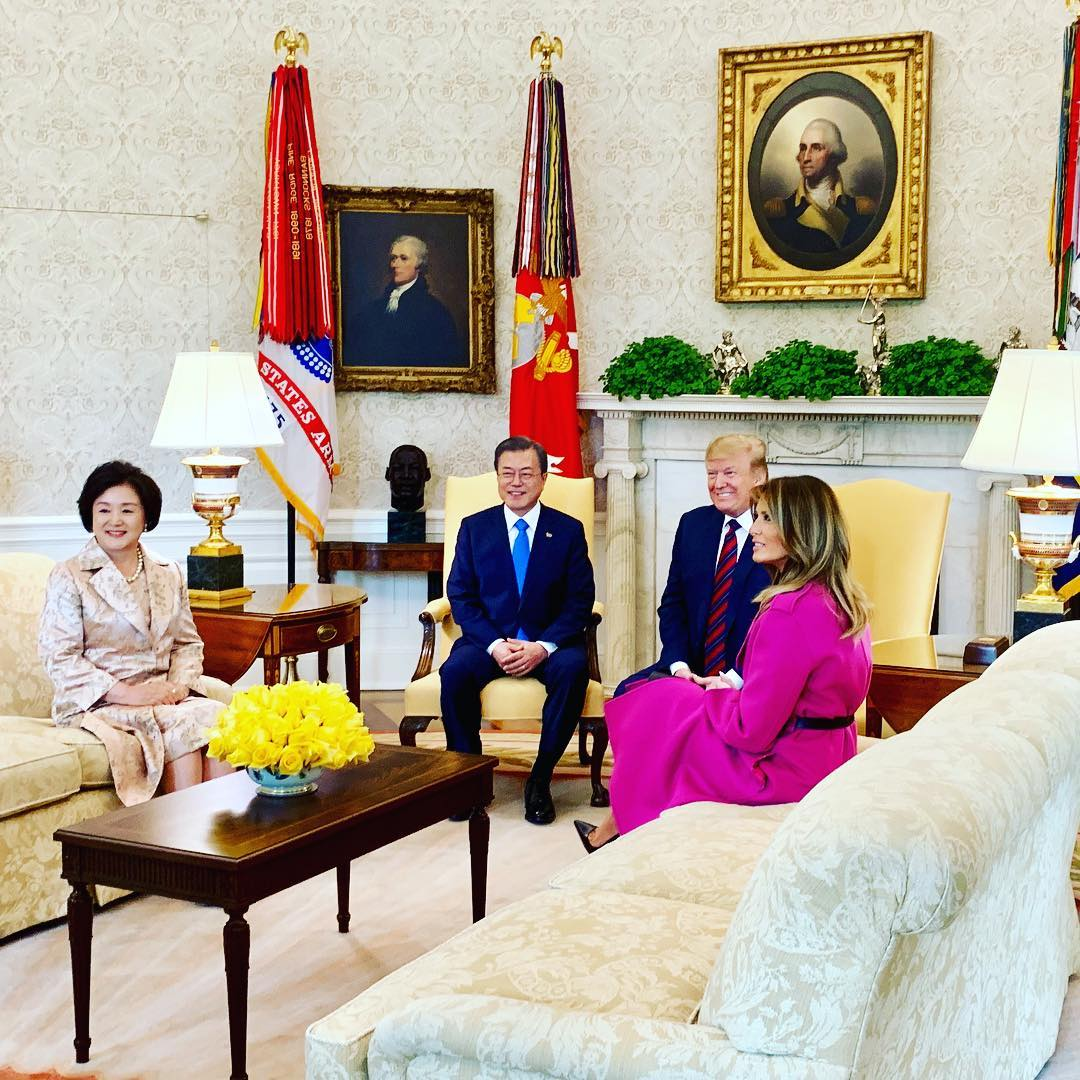
Le couple Trump, Moon Jae-in et Kim Jung-sook dans le bureau ovale en 2019.
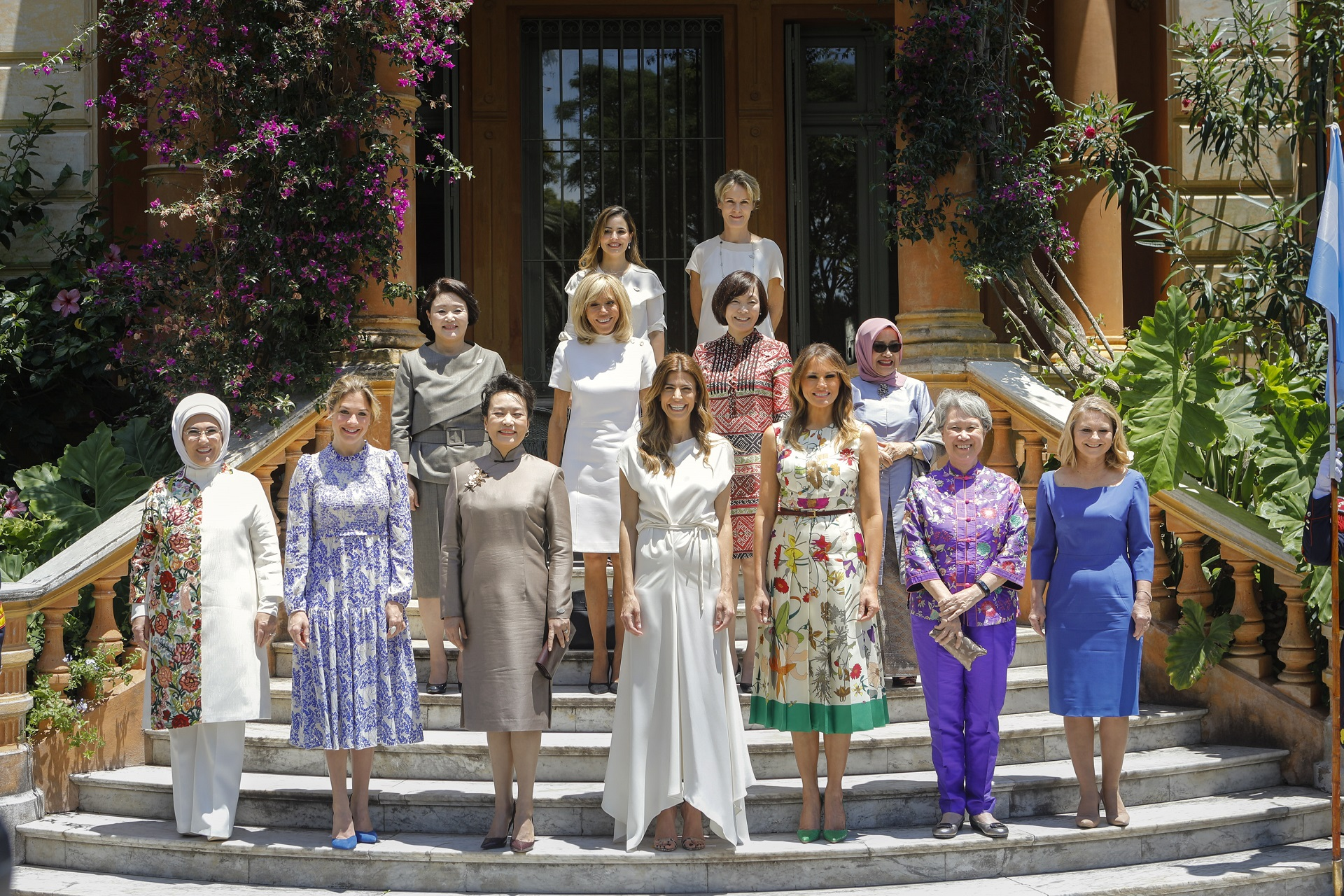
Kim Jung-sook et les autres épouses des leaders du G20 en Argentine en 2018.
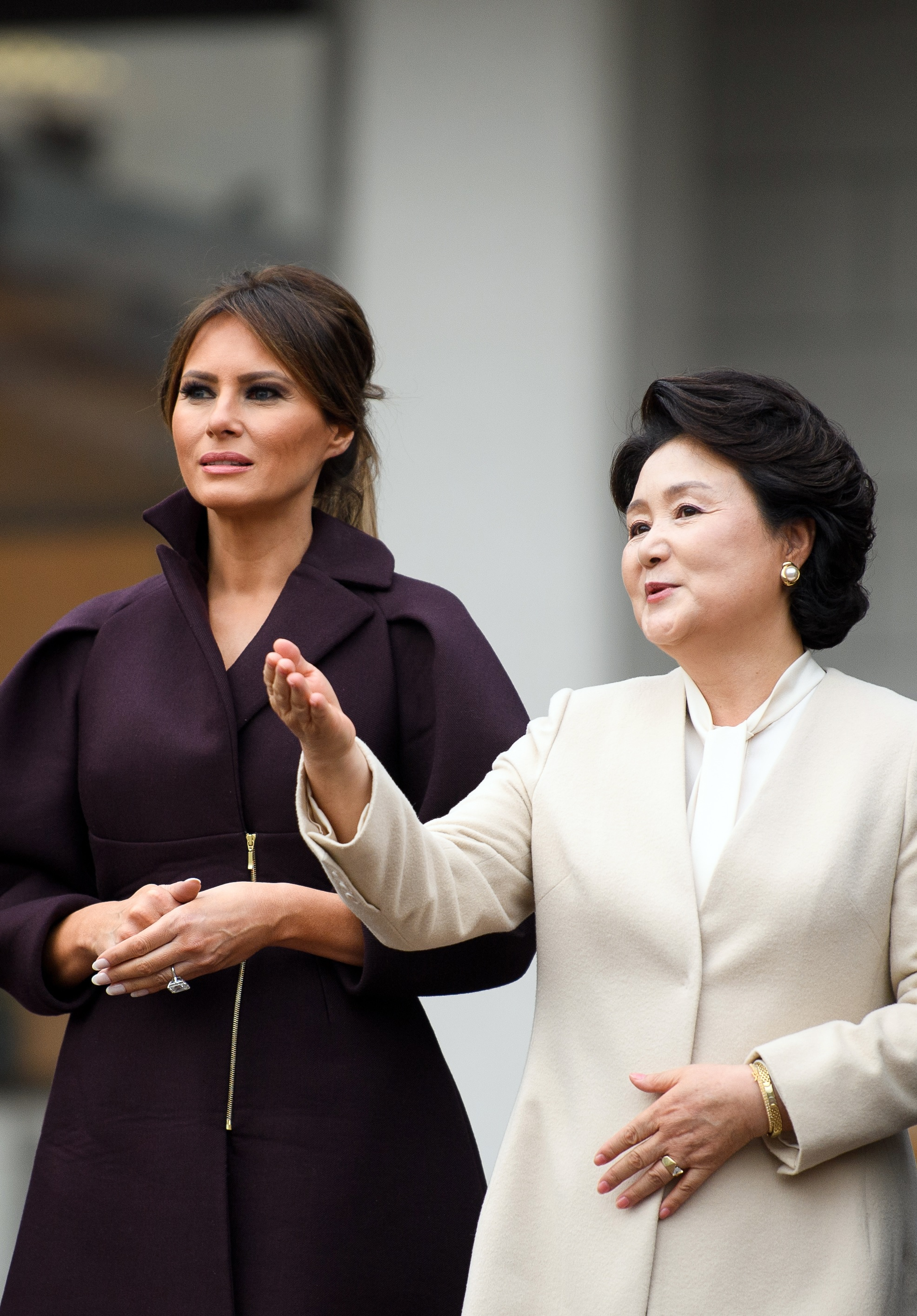
Kim Jung-sook et Melania Trump en 2017 à la Maison-Bleue.
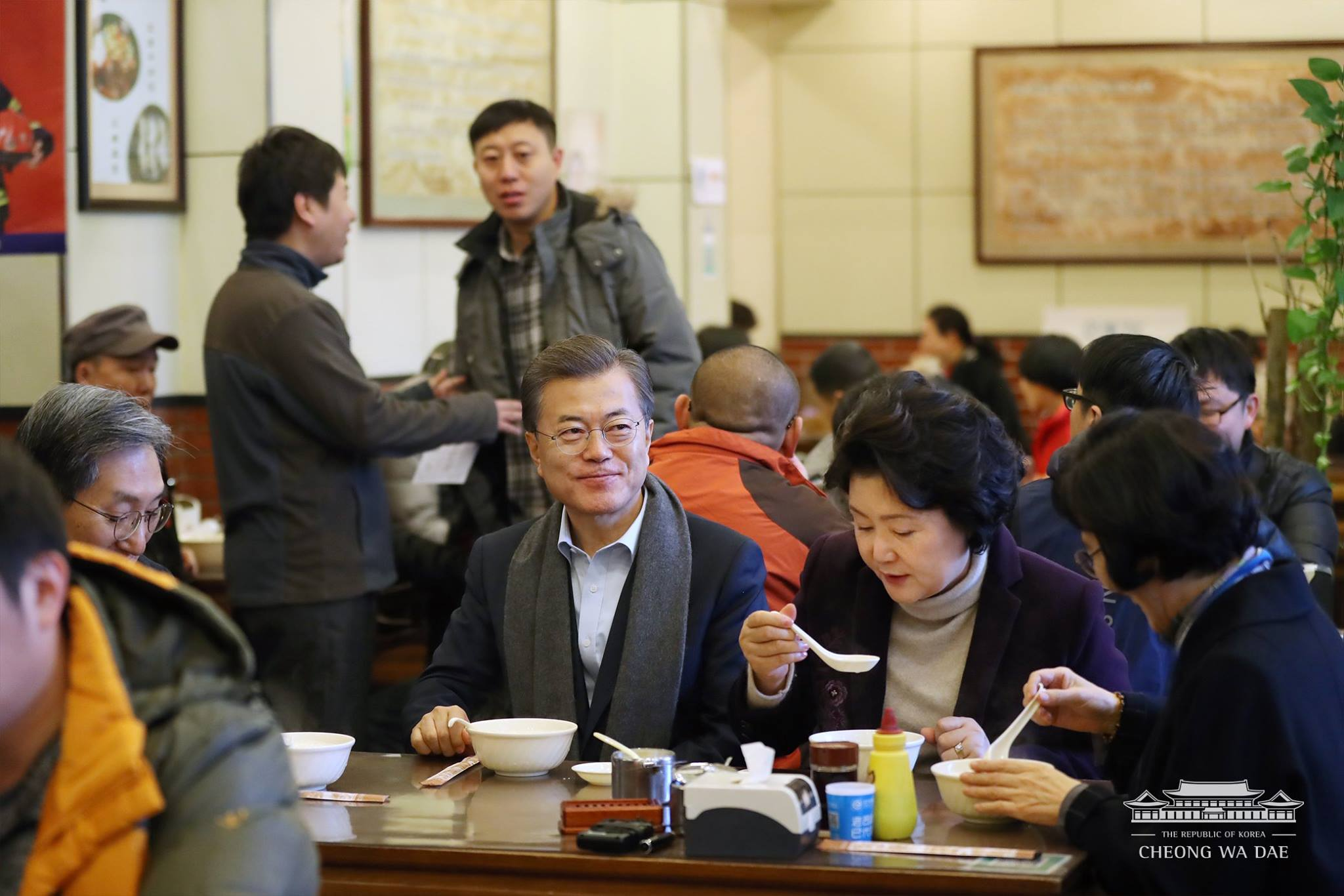
Moon Jae-in et Kim Jung-sook déjeunant lors d'une visite officielle en Chine.